# تشارلي سافاج (لاعب كرة قدم)
تشارلي سافاج (بالإنجليزية: Charlie Savage)‏ هو لاعب كرة قدم بريطاني، ولد في 2 مايو 2003 في ليستر في المملكة المتحدة.

## وصلات خارجية
- تشارلي سافاج (لاعب كرة قدم) على موقع الاتحاد الأوربي (الإنجليزية)
- تشارلي سافاج (لاعب كرة قدم) على موقع قاعدة بيانات كرة القدم.إي يو (الإنجليزية)
- تشارلي سافاج (لاعب كرة قدم) على موقع ليكيب (الفرنسية)
- تشارلي سافاج (لاعب كرة قدم) على موقع Soccerbase.com (لاعب) (الإنجليزية)
- تشارلي سافاج (لاعب كرة قدم) على موقع Soccerway.com (الإنجليزية)
- تشارلي سافاج (لاعب كرة قدم) على موقع عالم كرة القدم.نت (الإنجليزية)